# 三名學生探案
《三名學生探案》是柯南·道爾所著的福爾摩斯探案的56個短篇故事之一，收錄於《福爾摩斯歸來記》。

## 故事簡介
一名大學教授負責出試題，他暫離辦公室後，發現有人曾入內偷看試題，但查不出是誰的所作所為，只好向福爾摩斯求助。福爾摩斯視察了現場環境，偵訊了教授到管家，又探訪了大樓中的三位宿生。他發現犯人是三位宿生之一，此人得到了管家的幫助，才能順利在教援的辦公室逃走。幸好此人決定了接受警方的聘請，不以不誠實的方法應考。